# Bitka kod Filipa
Bitka kod Filipa održala se 42. pr. Kr. i bila je presudna bitka tokom ratova Drugog trijumvirata, između snaga Marka Antonija i Oktavijana (Drugi trijumvirat) te Cezarovih atentatora Marka Junija Bruta i Gaja Kasija Longina. Grad Filipi bio je antički grad u Makedoniji, današnjoj sjevernoj Grčkoj. Drugi trijumvirat objavio je ovaj građanski rat kako bi osvetio smrt Gaja Julija Cezara.
Bitka se sastojala od dva vojna okršaja na ravnici zapadno od grada Filipa. Prvi okršaj dogodio se u prvom tjednu listopada; Brut se suočio s Oktavijanom, a Marko Antonije s Kasijem. U početku je Brut odbacio Oktavijana i ušao u njegov legionarski kamp, no na jugu je Marko Antonije porazio Kasija, koji je počinio samoubojstvo nakon što je čuo lažne vijesti kako je Brut također poražen. Brut je potom povukao Kasijeve i svoje trupe natrag u kamp, isto kao i druga strana, pa je prva borba završila neodlučeno, izuzevši Kasijevo samoubojstvo. Drugi okršaj odigrao se 23. listopada kada su Brutove trupe poražene dok je on počinio samoubojstvo, poslije čega je trijumvirat ostao na čelu Rimske Republike.
U bitci kod Filipa sudjelovalo je najviše vojnika (preko 200.000) u rimskoj povijesti, a vjerojatno i u starom vijeku općenito.

## Uvod
Nakon što je ubijen Cezar, Brut i Kasije (2 glavna urotnika, poznati kao "Liberatori") napustili su Italiju i preuzeli su kontrolu nad svim istočnim provincijama (od Grčke i Makedonije do Sirije), te nad ujedinjenim istočnim kraljevstvima. U Rimu su tri glavna Cezarova simpatizera (Antonije, Oktavijan i Lepid), koji su kontrolirali zapadne rimske armije, srušili opoziciju u senatu i uspostavili Drugi trijumvirat. Jedan od prvih zadataka bio im je uništiti liberatorsku vojsku, ne samo da uspostave potpunu kontrolu nad rimskim teritorijem, već i da osvete Cezarovu smrt.
Trijumvirati su odlučili ostaviti Lepida u Italiji, dok su Oktavijan i Marko Antonije otputovali u sjevernu Grčku s njihovim najboljim trupama (ukupno 28 legija). Transportirali su vojsku preko Jadranskog mora i poslali izvidnicu od osam legija (predvođenih Norbanom i Saxom) cestom Via Egnatia, s ciljem da pronađu neprijateljsku liberatorsku vojsku. Norban i Saxa su došli do grada Filipa u istočnoj Makedoniji i zauzeli obrambene položaje uz uski planinski prolaz. Marko Antonije je pristizao s ostalim snagama, dok je Oktavijan u albanskom Draču morao privremeno odgoditi putovanje zbog lošeg zdravlja (koje će ga pratiti tokom cijele ekspedicije). Iako su Trijumvirati bili sposobni trasportirati vojsku preko mora, komunikacije s Italijom bile su otežane nakon dolaska liberatorskog admirala Ahenobarba koji je zapovijedao flotom od 130 brodova.
Liberatori nisu željeli otvorenu borbu već su težili uspostavi dobrih linije obrane i korištenju pomorske nadmoći u cilju da blokiraju trijumviratske komunikacije s bazama opskrbe u Italiji. Proveli su nekoliko mjeseci harajući po grčkim gradovima i okupljajući se u Traciji s rimskim legijama iz istočnih provincija i njihovim saveznicima. Sa svojim nadbrojnijim snagama mogli su presjeći izvidničke snage Trijumvirata, koji su napustili obrambene položaje kraj Filipa i povukli se zapadno od grada. Na taj način Brut i Kasije su mogli postaviti moćnu obrambenu liniju uz klance ceste Via Engatia, oko 3,5 km zapadno od grada Filipa. Na jugu su njihovi položaji bili osigurani neprohodnim močvarama, dok su na sjeveru bili zaštićeni neprohodnim brdima. Imali su dovoljno vremena za postavljanje čvrste obrane s bedemima i rovovima. Brut je postavio svoj kamp sjeverno, dok se Kasije stacionirao južno od ceste Via Egnatia. Protivnička trijumfiratska vojska je na sličan način podijelila svoje položaje; Marko Antonije se stacionirao južno od ceste, dok je Oktavijan postavio svoje legije sjeverno.

## Brojčana nadmoć
Trijumfiratska vojska se sastojala od 19 legija (ostale legije su ostavljene straga). Povjesničar Apijan iz Aleksandrije govori da su sudjelovale IV, VI, VII, VIII, X Equestris, XII, III, XXVI, XXVIII, XXIX, i XXX legija. Osim toga, imali su jaku potporu konjice; 13.000 Oktavijanovih i 20.000 konjanika Marka Antonija.
Liberatorska vojska se sastojala od 17 legija; osam Brutovih, devet Kasijevih, te dvije s mornaricom. Osim toga, imali su brojne saveznike iz istočnih provincija i zemalja. Apijan tvrdi da se njihova vojska sastojala od 80.000 pješaka, 17.000 konjanika te 5.000 istočnih strijelaca. Liberatorska vojska sastojala se od starih Cezarovih legija s istoka, najvjerojatnije XXVII, XXXVI, XXXVII, XXXI i XXXIII legije, a većina tih legionara bili su Cezarevi veterani. Također, XXXVI legija se sastojala od Pompejevih veterana, koji su se priključili Cezaru poslije bitke kod Farsala. Lojalnost vojnika koji su se trebali boriti protiv Cezarovih saveznika bila je pod velikim upitnikom za liberatorske vođe. Kasije je stoga pokušavao ojačati moral i lojalnost govorima poput "vi niste Cezarova vojska, već vojska Rima", te je svojim vojnicima obećavao bogate nagrade; 1500 dinara za svakog legionara i 7500 za svakog centuriona.
Iako antički izvori ne spominju točan broj trupa dviju sukobljenih vojski, čini se da su bile podjednakih snaga (moderni povjesničari spominju 100.000 vojnika na obje strane).

## Oružani sukob

### Prva bitka kod Filipa
Marko Antonije je ponudio sraz nekoliko puta, no Liberatori se nisu dali namamiti da napuste obrambene položaje. Istovremeno, Antonije je pokušavao prikriveno odsjeći položaje Liberatora na jugu. Uz velike napore uspio je presijeći put kroz močvare, koristeći se improviziranim drvenim mostovima. Ovaj manevar je konačno primijećen od strane Kasija koji je dio vojnika poveo južno da izrade poprečnu branu koja je trebala onemogućiti Antonijeve razvučene snage na desnom krilu. To je dovelo do masovne bitke 3. listopada 42. pr. Kr.
Marko Antonije je naredio napredovanje protiv Kasija, ciljajući na utvrđene položaje između Kasijevog kampa i močvara. Istovremeno, Brutove snage su, isprovocirane trijumfiratskom vojskom, krenule na Oktavijanovu vojsku bez obzira na to što im to nije bilo naređeno. Taj napad je imao potpuni učinak; Oktavijanove trupe su pobjegle i sklonile se u vlastiti kamp, koji su zauzeli Brutovi vojnici predvođeni Markom Valerijem Mesala Korvinom. No, Oktavijan nije pronađen u svom šatoru, a kao razlog neki povjesničari navode da je noć prije borbe imao san koji ga je upozorio na mogućnost pogibelji. Isto to je Oktavijan napisao u svojim memoarima.
Međutim, na drugoj strani Via Engatie, Antonije je uništavao Kasijeve utvrde, uklanjao zaštitnu ogradu i punio jarke. Tako je omogućio zauzimanje Kasijeva kampa, koji je branila nekolicina vojnika. Činilo se da su Kasijevi vojnici napredovali južnije, a kada su se pokušali vratiti Antonije ih je lako odbio.
Prividno, bitka je završila neodlučeno. Kasije je izgubio 9.000 trupa, dok je Oktavijan imao oko 18.000 žrtava. Bojno polje je bilo vrlo veliko i oblaci prašine su onemogućavali čist pregled nad bitkom, pa su obje linije bojišnice (sjeverna i južna) provodile vlastitu strategiju ne mareći za sudbinu one druge. Kasije se pozicionirao na vrhu brda, no nije uspio vidjeti što se događalo s Brutove strane. Vjerujući da je pretrpio katastrofalan poraz, zapovjedio je Pindaru da ga ubije. Brut je oplakivao Kasija nazivajući ga "posljednjim Rimljaninom", no izbjegavao je javni pokop jer se bojao da će to negativno utjecati na moral njegovih vojnika. Neki izvori veličaju gramizivost Brutovih vojnika kao faktor koji je doveo do njihove velike pobjede 3. listopada.

### Druga bitka kod Filipa
Na isti dan kao za vrijeme prve bitke kod Filipa, Republikanska flota je imala sposobnost uništenja trijumfiratskih pojačanja (dvije legije, te druge trupe i opskrba koju je predvodio Domicije Kalvin). Time se položaj Oktavijana i Marka Antonija jako pogoršao jer Makedonija i Tracija nisu bile bogate zalihama potrebnim za održavanje njihove goleme vojske, dok se Brut neometano opskrbljivao preko mora. Trijumvirati su poslali jednu legiju na jug, u Peleponez, da prikupe zalihe. Moral trupa je podignut zahvaljujući obećanju od dodatnih 5.000 dinara za svakog vojnika i 25.000 za svakog centuriona. Na drugoj strani, liberatorska vojska nije imala adekvatno strateško rješenje protiv Trijumvirata. Brut je bio vojno neiskusan u usporedbi s Kasijem, a imao je i veliki problem što nije bio velik autoritet u očima svojih vojnika i saveznika, iako je i on obećavao bogate nagrade svojim vojnicima. U iduća tri tjedna, Marko Antonije je uspijevao sporo napredovati južno od Brutovih snaga, utvrđavajući se na brdu blizu bivšeg Kasijevog kampa koji je napušten poslije njegova poraza.
U pokušaju da izbjegne opsadu koja mu se spremala, Brut je proširio svoje linije obrane na jug, paralelno s cestom Via Egnatia, te izgradio nekoliko utvrđenih postaja. Brutove obrambene linije su bile sigurne, štitile su povišeni teren i imale sigurne komunikacije s morem. Brut je i dalje pokušavao slijediti prvotnu strategiju, izbjegavajući otvorenu borbu. Nadao se kako će mornarica iscrpiti neprijateljske pokušaje da dostave vojnicima zalihe. Međutim, mnogi njegovi zapovjednici nisu se slagali s tom taktikom i potaknuti prvotnim uspjehom tražili su otvorenu bitku. Vjerojatno je i to da su se i Brut i njegovi zapovjednici bojali rizika da njihove trupe dezertiraju na neprijateljsku stranu u slučaju pada morala. Nakon što su ga istočni saveznici polako počeli napuštati, Brut se odlučio za napad 23. listopada.
Bitka je rezultirala masovnom borbom dviju vojski punih iskusnih veterana. Strijele i koplja su malo korišteni, a vojnici su uglavnom inzistirali na borbi mačevima koja se pretvorila u velik masakr. Konačno, Brutov napad bio je odbijen, njegovi vojnici počeli su bježati, a formacije su im se totalno raspale. Oktavijanove snage uspjele su blokirati ulaz Brutovog kampa prije nego što se njegova vojska u povlačenju mogla skloniti u taj isti kamp. S obzirom na to da se više nisu mogli pregrupirati, Brut je pobjegao na obližnje brdo s ekvivalentom od otprilike četiri legije. Uvidjevši kako je svaki otpor suvišan, Brut je počinio samoubojstvo.
Precizan broj žrtava nakon druge bitke kod Filipa nije pouzdan, no zna se da su obje vojske izgubile otprilike četvrtinu trupa, što daje ukupnu brojku od masovnih 50.000 žrtava.

## Posljedice
Plutarh navodi kako je Marko Antonije pokrio Brutovo tijelo ljubičastom haljinom u znak poštovanja jer su bili prijatelji. Vjerovao je kako je Brut bio nagovoren na Cezarovo ubojstvo, i kako je učinio sve da se poštedi život Marku Antoniju prilikom kovanja zavjere.
Mnogi drugi mladi rimski aristokrati počinili su samoubojstvo nakon poraza, uključujući sina velikog govornika Hortenzija, Marka Porcija Katona II. (sina Katona Mlađeg), te Marka Livija Klaudija (oca Livije, koja je postala ženom Oktavijana). Neki plemići su uspjeli pobjeći i nagoditi predaju Marku Antoniju uključivanjem u njegovu službu (poput Lucija Kalpurnija Cezonina i Marka Valerija Marcijala). Navodno plemići nisu htjeli pregovarati s mlađim i okrutnijim Oktavijanom.
Ostaci liberatorske vojske zarobljeni su, a približno 14.000 njihovih trupa priključeno je trijumviratskoj vojski. Stari veterani su otpušteni i vraćeni u Italiju, no neki od njih su ostali u gradu Filipu koji je postao rimska kolonija (Colonia Victrix Philippensium).
Marko Antonije je pošao na istok, dok se Oktavijan vratio u Italiju gdje ga je mučio problem zbrinjavanja velikog broja veterana koji su trebali zemlju. Unatoč činjenici kako je Sekst Pompej i dalje kontrolirao Siciliju a Domitije Ahenobarb republikansku mornaricu, republikanski otpor je bio definitivno slomljen kod Filipa.
Bitka kod Filipa označila je prekretnicu u karijeri Marka Antonija koja je tada dosegla svoju najvišu točku, jer je u to doba bio najslavniji rimski general i najstariji te najugledniji član drugog trijumvirata.

## Vanjske poveznice
- Filipi grčko ministarstvo kulture
- Karta prve bitke kod Filipa  Arhivirana inačica izvorne stranice od 3. ožujka 2016. (Wayback Machine) i Karta druge bitke kod Filipa  Arhivirana inačica izvorne stranice od 3. ožujka 2016. (Wayback Machine) s Livius.org